# Stubensandsteinbruch mit Wasserfläche
Das Gebiet Stubensandsteinbruch mit Wasserfläche ist ein flächenhaftes Naturdenkmal auf dem Gebiet der Gemeinde Schlaitdorf im Landkreis Esslingen in Baden-Württemberg.

## Kenndaten
Das Naturdenkmal wurde mit Verordnung vom 25. August 1993 unter dem Namen Stubensandsteinbruch mit Wasserfläche ausgewiesen.
Das Objekt ist beim Landesamt für Geologie, Rohstoffe und Bergbau als Geotop mit dem Namen „Stubensandsteinbruch mit Wasserfläche“ und der Nr. 13684/994 registriert.

## Lage und Beschreibung
Das Naturdenkmal liegt nördlich von Schlaitdorf. Es handelt sich um einen aufgelassenen Stubensandsteinbruch mit einem verlandenden Tümpel.
Das Naturdenkmal wird teilweise überlagert vom Biotop Steinbruch Steinenberg SO Neuenhaus mit der Biotopnummer 273211164066 aus der Waldbiotopkartierung Baden-Württemberg.

## Flora und Fauna
Laut Biotopkartierung kommen die folgenden Arten im Gebiet vor:
Gelbbauchunke, Grasfrosch, Hornisse, Feldahorn, Berg-Ahorn, Moor-Birke, Hänge-Segge, Wald-Segge, Gemeine Hainbuche, Maiglöckchen,
Roter Hartriegel, Eingriffeliger Weißdorn, Echter Seidelbast, Gewöhnlicher Dornfarn, Kleinblütiges Weidenröschen, Rotbuche, Wald-Erdbeere,
Gemeine Esche, Gemeiner Hohlzahn, Sumpf-Labkraut, Flatter-Binse, Kleine Wasserlinse, Pfeifengräser, Vogel-Nestwurz, Gemeine Fichte,
Waldkiefer, Vogelkirsche, Rundblättriges Wintergrün, Stieleiche, Johannisbeeren, Sumpf-Helmkraut, Elsbeere, Sommerlinde,
Große Brennnessel.